# SpatiaLite
SpatiaLite è l'estensione spaziale di SQLite per il supporto dei dati spaziali, ha la stessa funzione di PostGIS per PostgreSQL. È conforme alle specifiche dell'Open GIS Consortium.
Il software permette di effettuare analisi sui dati, importare ed esportare nel formato ESRI Shapefile, effettuare riproiezione di sistemi di coordinate. Ha inoltre la possibilità di accedere in modo virtuale, senza convertire e importare i dati all'interno del database, a ESRI Shapefile e file CSV o testuali.
Infine esiste un'interfaccia grafica per permettere tutte le operazioni in modo più semplice rispetto al terminale.
In SpatiaLite è possibile anche lavorare sui raster utilizzando RasterLite.